# Křižanov (Hořičky)
Křižanov (německy Kreuzhöfner) je malá vesnice, část obce Hořičky v okrese Náchod. Nachází se asi 1,5 km severně od Hořiček. V roce 2015 zde bylo evidováno 51  adres.
V katastrálním území Křižanov u Mezilečí leží i část Mečov.